# Здание ассигнационного банка (Санкт-Петербург)

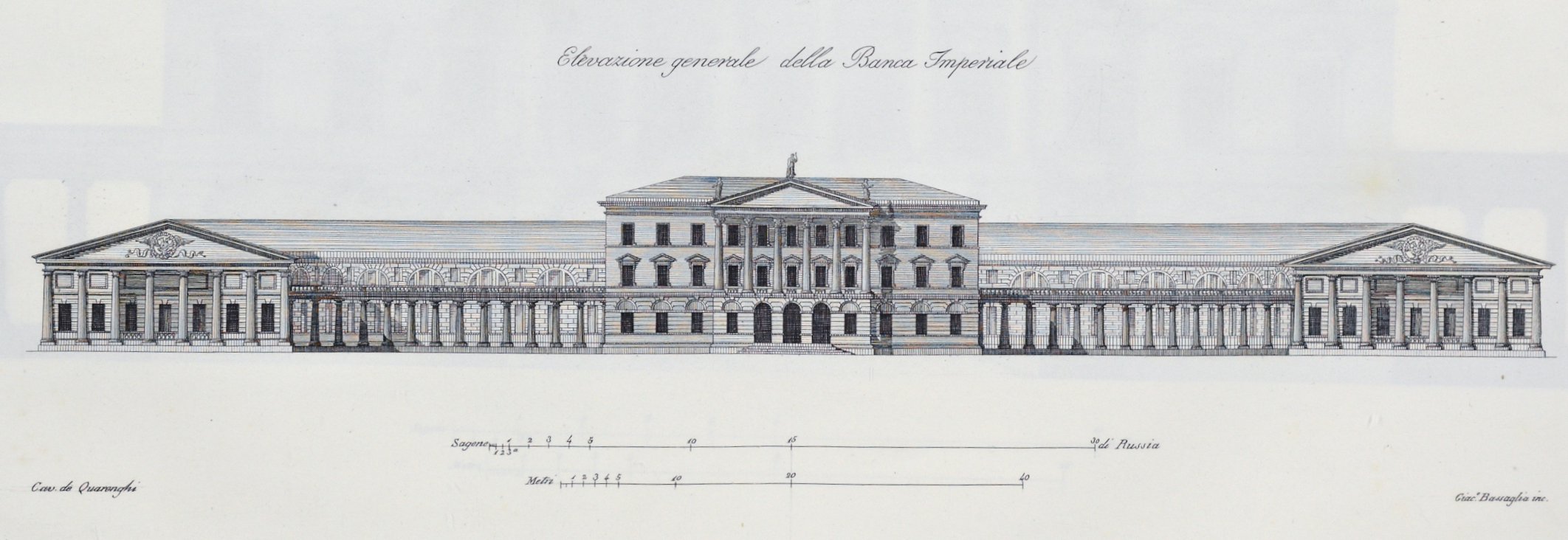
Чертёж главного фасада банка со стороны Садовой улицы

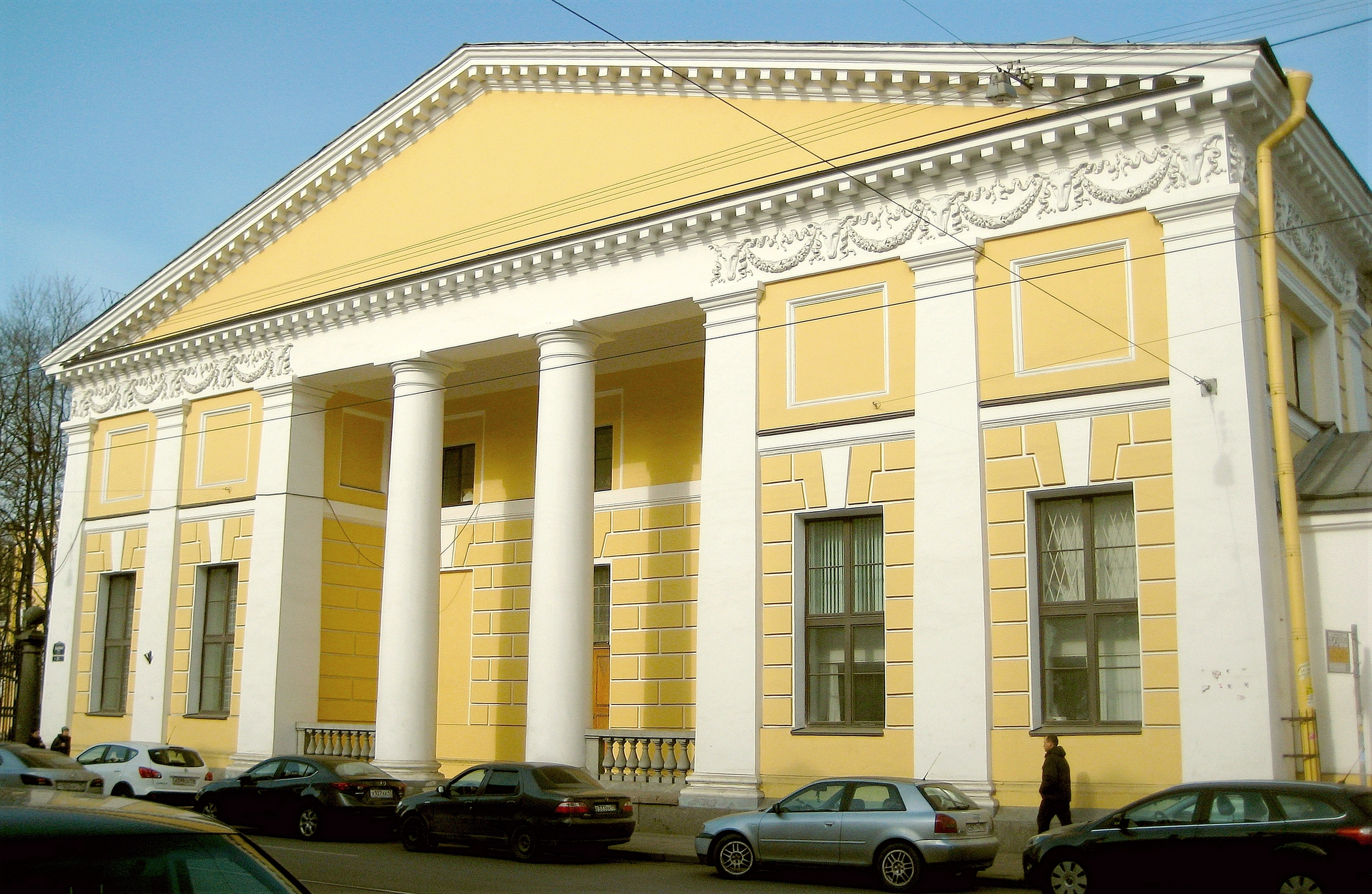
Один из боковых портиков со стороны Садовой улицы

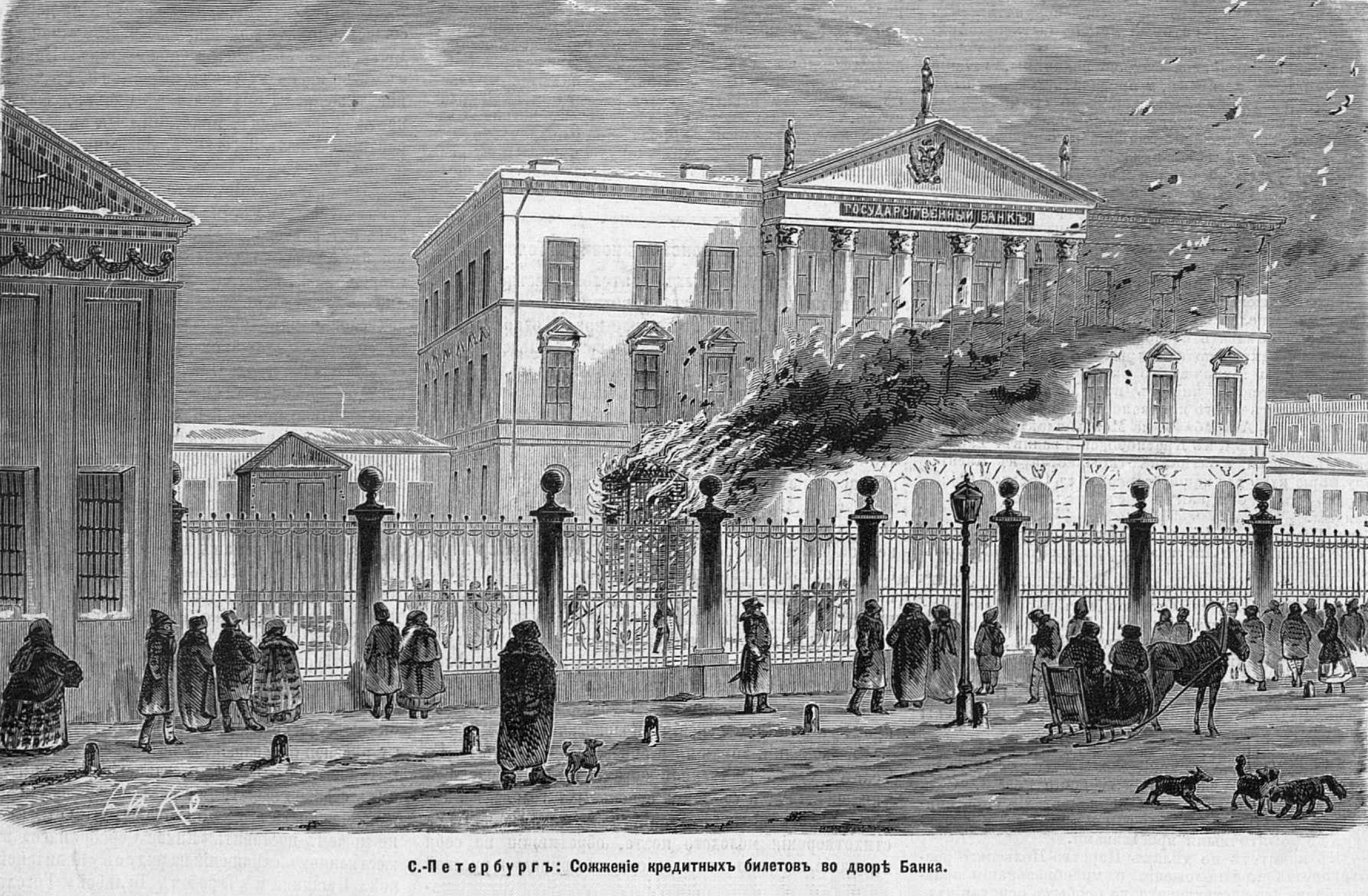
Сожжение кредитных билетов во дворе Государственного банка, 1870 год

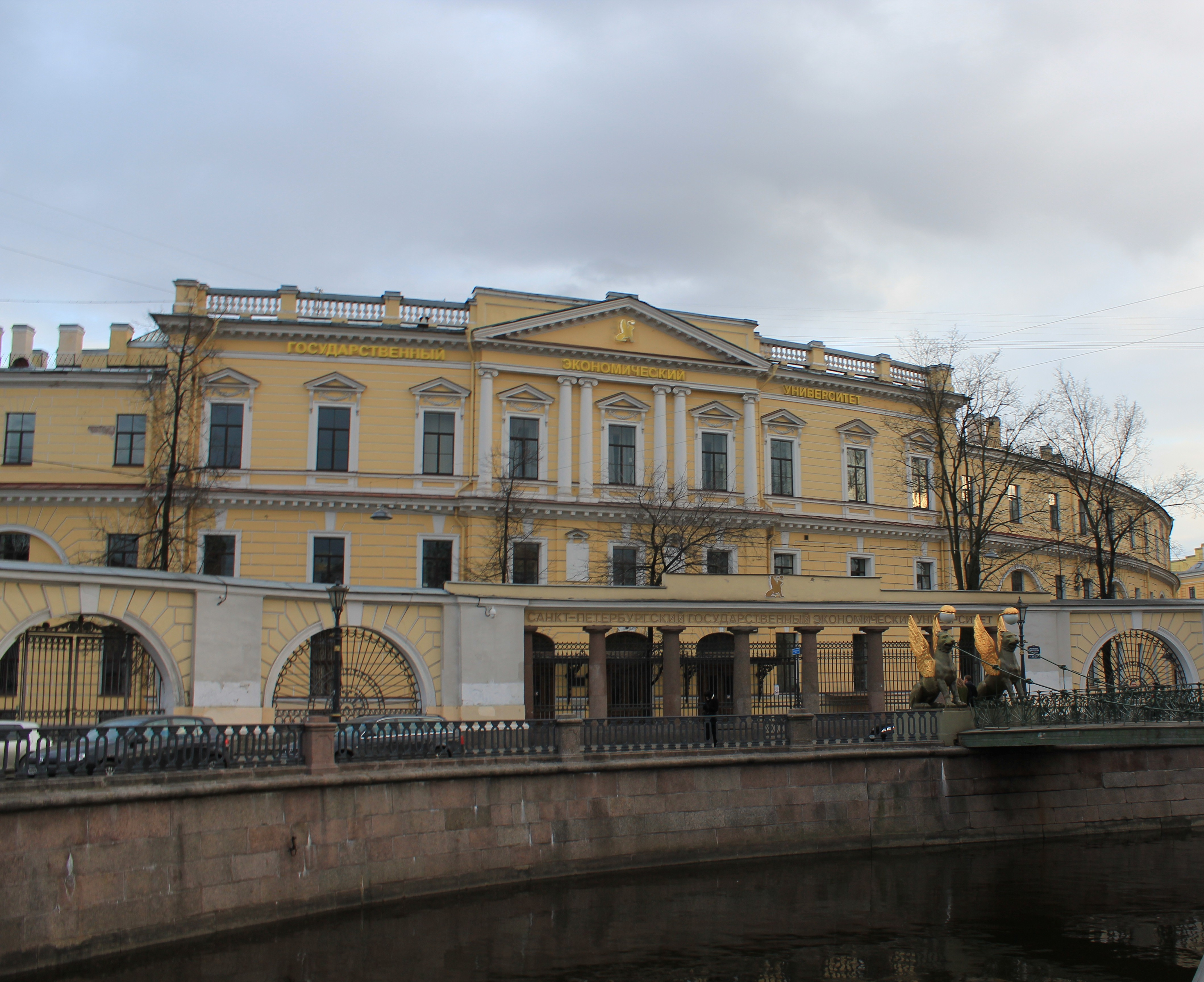
Фасад со стороны канала

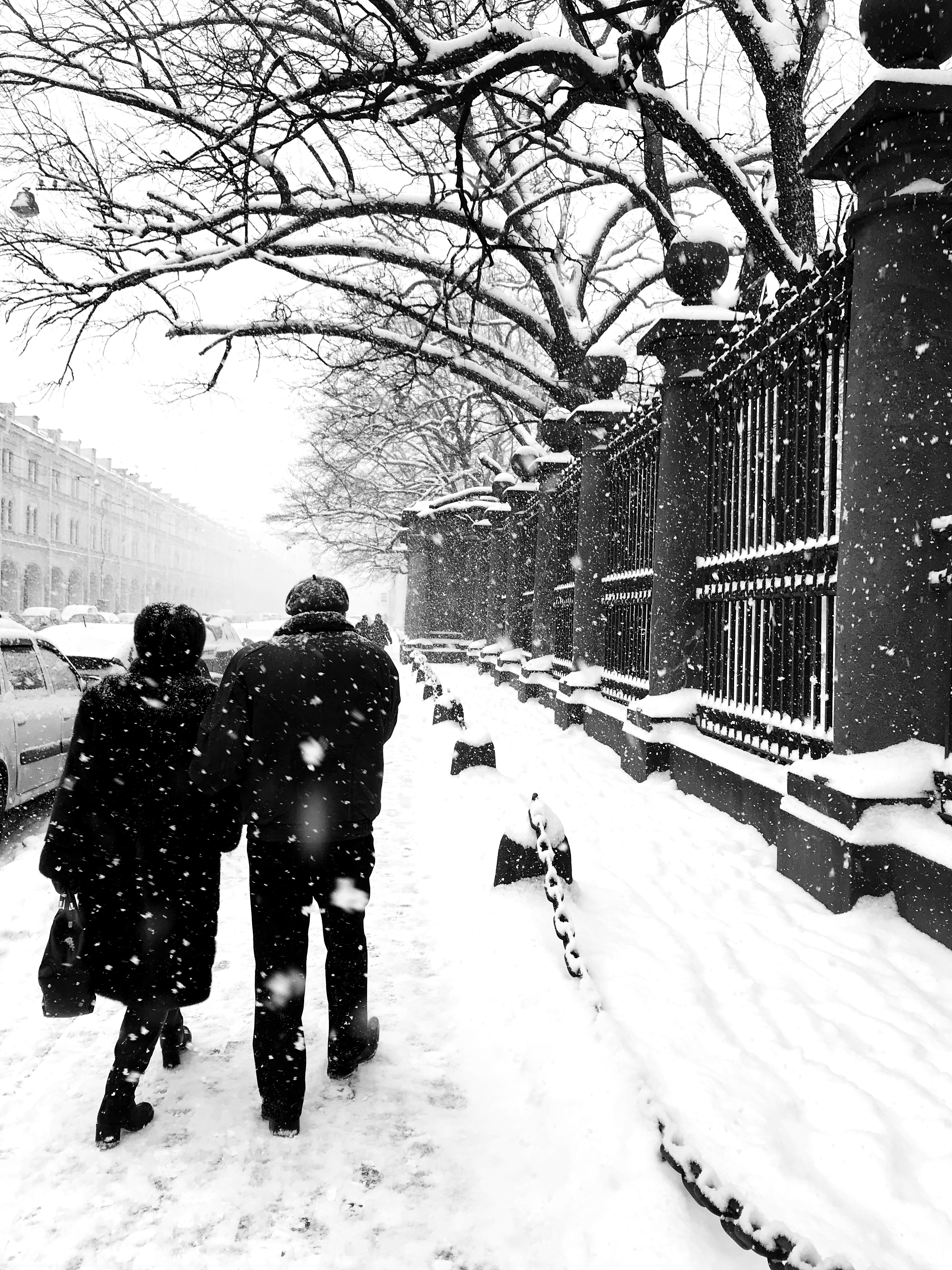
Ограда Кваренги со стороны Садовой

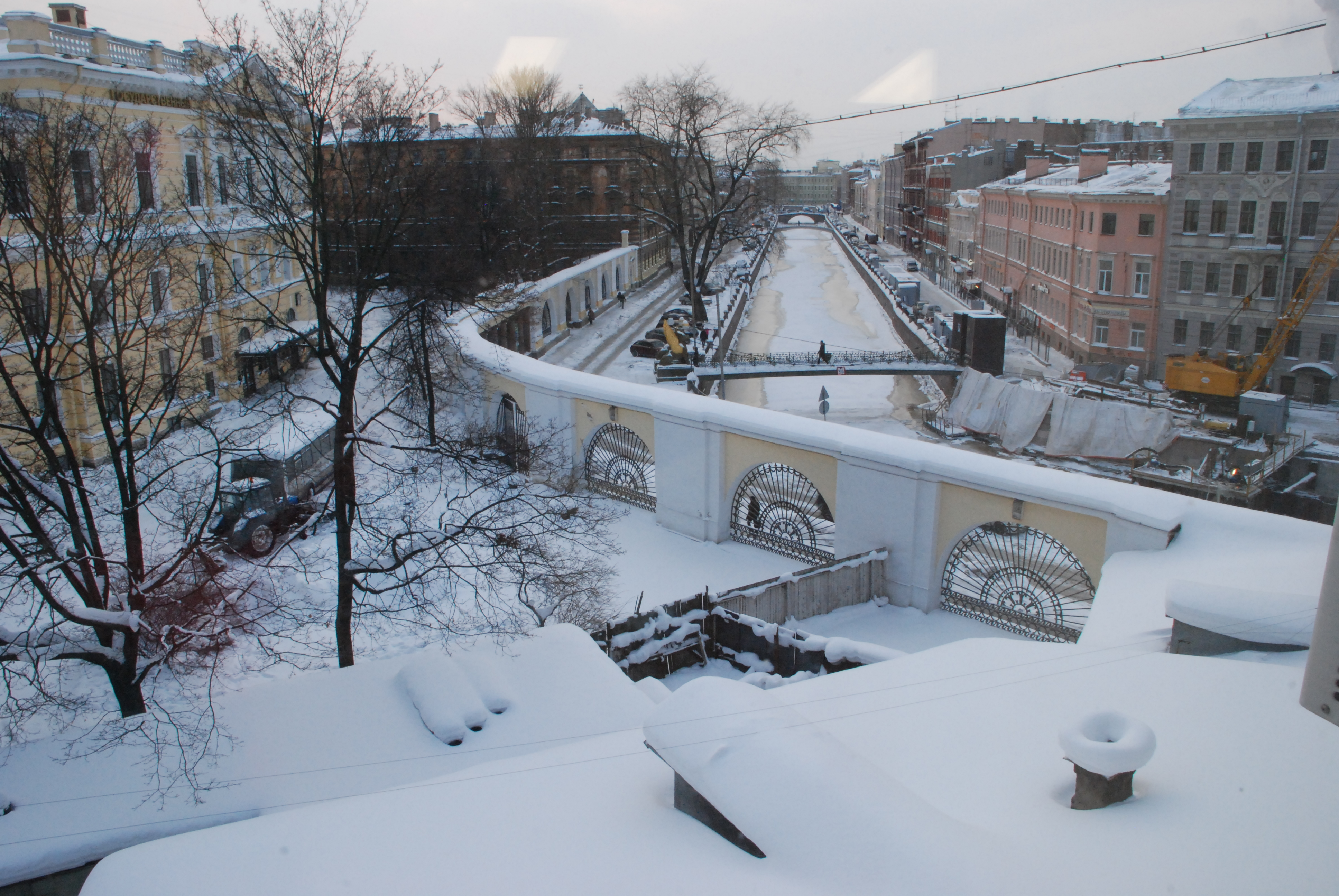
Ограда Руска со стороны канала

Здание ассигнационного банка — памятник архитектуры. Расположен в Санкт-Петербурге, современный адрес дома — Садовая улица, 21, набережная канала Грибоедова, 30-32. Сейчас в этом здании размещается Санкт-Петербургский государственный экономический университет.

## История
Здание построено в 1783—1790 годах по проекту Джакомо Кваренги на месте Большого Морского рынка, уничтоженного пожаром в 1782 году. Проект был утверждён 5 мая 1783 года, по мнению ряда исследователей, здание стало первым заказом для Кваренги в Петербурге (хотя дом Иностранной коллегии был перестроен им раньше, в 1782—1783 годах).
По легенде, сначала здание проектировал Джузеппе Бригонци, но оно рухнуло на начальных этапах строительства под собственным весом, опозоренный Бригонци утопился в канале Грибоедова и его призрак бродит по подвалам банка. Также по легенде усадебная компоновка здания была использована в знак уважения к клиентам-дворянам и для привлечения их к предпринимательству.
Трёхэтажный (два этажа на высоких погребах) центральный корпус стоит в глубине парадного двора, края которого создаёт подковообразное в плане здание кладовых (хранилищ монет — Ассигнационный банк обменивал бумажные деньги на монеты). Кладовые с главным корпусом (в котором находились операционные залы) связывали открытые колоннады-галереи. Боковые павильоны украшены лоджиями, в центре главного фасада расположен ризалит с фронтоном и колоннадой коринфского ордера на два верхних этажа. Над фронтоном стоят статуи, аллегорически изображающие Закон, Справедливость и Мудрость. На нижнем этаже расположены три парадных входа, оформленных рустованной аркадой, (изначально парадным был вход с Садовой, а с канала — служебным, но позднее вход с Садовой был закрыт для большей сохранности золотого запаса). Окна второго этажа украшали наличники с сандриками.
По замыслу Кваренги кладовые не должны были быть застеклены, на окнах должны были быть лишь решётки — чтобы испарения меди не отравляли воздух. 26 окон всё же были застеклены из-за климата и попадания в помещение снега и дождя.
Чугунная ограда на увенчанных шарами каменных столбах создана в 1791 году в Петрозаводске на Александровском заводе Чарльза Гаскойна по эскизам Кваренги, её ранний вариант напоминает решётку Летнего сада («подвешенные» к остриям копий бронзовые ленты напоминают узор под остриями у Летнего сада), но финальный вариант согласован с утилитарной ролью здания (и напоминает решётку Мраморного дворца, круговое соединение превращено у Ассигнационного банка в подобие орнаментированных ручек). Изначально фасад со стороны канала не был проработан, был скрыт каменной стеной. Полукруглый одноэтажный служебный корпус с этой стороны (корпус служб и сарай для пожарных инструментов) был построен в 1786—1788 годах. Казармы для военного караула и конюшни размещались со стороны Банковского переулка, пожарные сараи размещались вдоль канала. В корпусе был коридор в центре и кладовые по обе стороны.
Фасад и боковые флигели украшены львиными масками и фризом из гирлянд и букраниев работы Фёдора Гордеева.
В 1783 году на строительство здания было затрачено 40 740 руб. 31 коп., в 1784 году — 98 090 руб. 64
коп., в 1785 году — 169 508 руб. 29 коп., в 1786 году — 80 401 руб. 49 коп., около 200 000 рублей было истрачено в 1788—1791 годах (в 1787 году случилась задержка, средства не тратились). Созданная Кваренги изначально позолоченная решётка оценивалась в 45 270 рублей, версия из бронзы без позолоты — в 27 420 рублей, реализованный вариант стоил 7 776 рублей.
Монеты в здание привозили из Монетного двора Петропавловской крепости по воде, на баржах.
Из интерьеров, созданных Кваренги, сохранилась отделка вестибюля и главной лестницы. Стены лестницы украшают парные коринфские пилястры и скульптурные медальоны (Муза астрономии и географии, Муза архитектуры, Парусное мореплавание, Птицеводство, Торговля), в шести нишах стен стоят статуи (из-за утраты атрибутирующих деталей невозможно определить, что они олицетворяли, хотя в одной из них узнаётся Муза-покровительница регистрации с гроссбухом в левой руке). В вестибюле свободно стоят колонны и полуколонны дорического ордера, членящие плоскости стен по вертикали. Утраченная впоследствии роспись приёмных помещений была выполнена Джузеппе Валесини.
С 1799 по 1805 год, на время строительства специализированного здания, в доме был расположен Банковский монетный двор. В 1810 году правление Ассигнационного банка затребовало Монетный двор вернуть занимаемую часть здания, в 1815 году по проекту Александра Постникова использовавшиеся Монетным двором помещения переделали под жилые квартиры. В 1817 году кладовые Банка также были перестроены под жильё.
Со стороны канала ограду соорудили по рисунку Л. Руска в 1817 году, тогда же архитектор перестроил с этой стороны служебный корпус и построил в нём золотые кладовые. Восточный корпус стал двухэтажным за счёт межэтажных перекрытий, лоджию застроили двухэтажной вставкой с лестницей. Центр ограды выделен колоннадой из шести колонн дорического ордера и двух полуколонн, между ними стена с чугунной решёткой из вертикально поставленных пик. На оси располагаются ворота, в боковых частях ограды расположены разделённые пилонами арочные проёмы; работы обошлись в 500 тыс. руб. В узоре происходит переход от трёх акантовых линий к полукружию копий разной длины, линии проще, чем у решётки со стороны улицы.
До 1817 года в банке выпускали ассигнации, а в 1843 году, после введения государственных кредитных билетов, его закрыли за ненадобностью. В 1849 году в здании начал работать Государственный российский банк.
В 1839 году 1-й и 3-й этажи главного корпуса с частью кладовых с левой стороны были переданы Коммерческому банку, с правой стороны предполагалось создать приёмную медной монеты. В этих целях хотели надстроить полукруглый флигель, но план не был реализован. В то время стены парадной лестницы были палевого цвета, лестничные марши и парапеты — серыми, на потолке были орнаментальные узоры. Остальные помещения были жёлтого, перлового, зелёного, светло-зёленого и палевого цвета.
В 1860-х годах во дворе в железных павильонах со стороны Садовой публично уничтожали (сжигали) ветхие ассигнации и кредитные билеты, что привлекало зрителей; из-за разлетавшегося пепла к 1894 году была создана принципиально новая печь, позднее, в 1934 году, разобранная. В 1861 году были застеклены колоннады галереи, тогда же на третьем этаже сделали квартиру и сделали ведущую к нему чёрную лестницу. В 1864 году в левом павильоне вместо запасной кладовой и смежной квартиры были сделаны помещения для сберкасс.
Пожар, в 1862 году уничтоживший здание Министерства внутренних дел и дошедший до Садовой, согнул железную решётку банка, его цоколь потрескался. После него деревянные двери здания были заменены на металлические, перекрытия заменены на огнестойкие, создана каменная лестница, устроены 4 брандмауэра.
В 1895—1904 годах по проекту Андрея Бертельса прошла ещё одна перестройка, 3-й этаж в полуциркульном корпусе надстроили. В 1904 году по проекту Матвея Чижова в выходящем на канал корпусе был переделан вестибюль, по всему зданию устроено отопление, в 1905 году проведён водопровод. 12 июня 1905 года на созданном Бертельсом этаже была освящена домовая церковь в честь Александра Невского (закрыта в 1918 году с передачей имущества во Владимирский храм, помещение перестроено в актовый зал около 1939 года). К 1910 году было принято решение о невозможности улучшения функциональности здания дальнейшими перестройками.
3 июня 1930 года в здании открылся Ленинградский финансово-экономический институт.
Во время Великой Отечественной войны была повреждена лепнина фасадов, кровля, разрушены канализация, водопровод и фонари во дворе. На шестой корпус упала 1000-килограммовая авиабомба, вызвавшая сильный пожар. Всего на территории упало 50 крупнокалиберных снарядов. Здание прачечной было разрушено 250-килограммовой бомбой, также повредившей электростанцию. Ещё один пожар, уничтоживший отделку, начался после попадания снаряда в 22 аудитории (2-й этаж главного корпуса). В подвалах располагалось бомбоубежище. С 27 ноября 1941 года в здании работал эвакогоспиталь и курсы санитаров.
В 1967 году, к 150-летию со дня смерти, в саду со стороны Садовой улицы был установлен памятник Кваренги. В 1976 году по проекту реставрации предполагалось снятие со здания третьего этажа и раскрытие соединительных галерей со стороны Садовой, но проект не был осуществлён.